# Десет хиляди мили по Хуанхъ
„Десет хиляди мили по Хуанхъ“ (на китайски: 清 佚名 黃河萬里圖 卷) е китайска картина от неизвестен автор.
Тя е от периода на династията Цин, което определя нейното създаване между 1690 и 1722 г. На нея е представена речната мрежа на Хуанхъ. Намира се в колекцията на Музея на изкуството „Метрополитън“ в Ню Йорк, където се съхранява благодарение на фондация W. M. Keck, фонда Dillon и други дарители от 2006 г.
Картината е рисувана по време на управлението на император Канси (1662 – 1722). Конфуций описва водата като „завъртаща се около десет хиляди пъти, но винаги тече на изток. В Китай симетрията на изток и запад се нарушава от тектониката“. Влияние оказва географията.

## Галерия
- „Десет хиляди мили по Хуанхъ“
- 1
- 2
- 3
- 4
- 5